# Volleyball Wrocław 2021-2022
Questa voce raccoglie le informazioni riguardanti il Volleyball Wrocław nelle competizioni ufficiali della stagione 2021-2022.

## Organigramma societario
Area direttiva
- Presidente: Jacek Grabowski

Area tecnica
- Allenatore: Dawid Murek (fino al 10 dicembre 2021), Mateusz Żarczyński (dal 10 dicembre 2021 al 12 febbraio 2022), Michal Mašek (dal 12 febbraio 2022)
- Allenatore in seconda: Mateusz Żarczyński

## Rosa
| N° | Nome                   | Ruolo | Data di nascita   | Nazionalità sportiva |
| -- | ---------------------- | ----- | ----------------- | -------------------- |
| 1  | Marta Wellna           | S     | 7 aprile 1988     | Polonia              |
| 3  | Aleksandra Gromadowska | S     | 3 febbraio 1996   | Polonia              |
| 5  | Magdalena Hawryła      | C     | 1º gennaio 1989   | Polonia              |
| 6  | Aleksandra Rasińska    | O     | 6 novembre 1998   | Polonia              |
| 7  | Andrea Kossányiová     | S     | 6 agosto 1993     | Rep. Ceca            |
| 8  | Izabela Bałucka        | C     | 15 febbraio 1993  | Polonia              |
| 9  | Natalia Murek          | S     | 8 settembre 1999  | Polonia              |
| 10 | Agnieszka Adamek       | L     | 4 gennaio 1996    | Polonia              |
| 11 | Adrianna Szady         | P     | 18 novembre 1991  | Polonia              |
| 12 | Julia Pańko            | O     | 13 agosto 2003    | Polonia              |
| 13 | Joanna Chorąża         | S     | 21 marzo 2004     | Polonia              |
| 15 | Nina Kocić             | O     | 11 giugno 1993    | Serbia               |
| 17 | Anna Bodasińska        | L     | 15 giugno 1998    | Polonia              |
| 19 | Anna Kaczmar           | P     | 26 settembre 1985 | Polonia              |
| 20 | Yunieska Robles        | S     | 21 marzo 1993     | Cuba                 |
| 22 | Karolina Fedorek       | C     | 23 agosto 1994    | Polonia              |
| 23 | Julia Stancelewska     | C     | 1º novembre 2003  | Polonia              |